# 初雪 (松山千春の曲)
「初雪」（はつゆき）は、松山千春が2017年10月18日にリリースした78枚目のシングル。

## 解説
オリジナル・アルバム『愛が全て』と同時発売され、表題曲のみ収録されている。

## 収録曲
| 全作詞・作曲: 松山千春。 |                                  |           |            |          |      |
| #                        | タイトル                         | 作詞      | 作曲・編曲 | 編曲     | 時間 |
| 1.                       | 「初雪」                         | 松山千春  | 松山千春   | 夏目一朗 | 4:08 |
| 2.                       | 「原風景」                       | 松山千春  | 松山千春   | 坂本昌之 | 7:50 |
| 3.                       | 「初雪」(オリジナル・カラオケ)   | 松山千春  | 松山千春   |          | 4:08 |
| 4.                       | 「原風景」(オリジナル・カラオケ) | 松山千春  | 松山千春   |          | 7:47 |
| 合計時間:                | 合計時間:                        | 合計時間: | 23:53      |          |      |